# Eliška Staňková
Eliška Staňková (* 11. November 1984 in Kraslice, ČSSR) ist eine tschechische Leichtathletin, die sich auf den Diskuswurf spezialisiert hat.

## Sportkarriere
Erste Erfahrung bei internationalen Meisterschaften sammelte Eliška Staňková im Jahr 2009, als sie bei der Sommer-Universiade in Belgrad mit einer Weite von 46,95 m in der Qualifikation ausschied. 2012 nahm sie erstmals an den Europameisterschaften in Helsinki teil, scheiterte dort aber mit 55,22 m in der Qualifikation. Zwei Jahre darauf erreichte sie dann bei den Europameisterschaften in Zürich das Finale und belegte dort mit einem Wurf auf 55,88 m den zehnten Platz. 2016 erreichte sie bei den Europameisterschaften in Amsterdam mit 55,90 m im Finale Rang 14 und 2018 wurde sie bei den Europameisterschaften in Berlin mit 57,04 m Zwölfte. Im Jahr darauf qualifizierte sie sich für die Weltmeisterschaften in Doha, erreichte dort mit 58,98 m aber nicht das Finale.
2012, 2014, 2017, 2019 und 2020 wurde Staňková tschechische Meisterin im Diskuswurf.